# Lothar Malskat
Lothar Malskat, född 3 maj 1913 i Königsberg (nu Kaliningrad), död 10 februari 1988 i Wulfsdorf, var en tysk konstnär och konstförfalskare.
Malskat studerade konst vid konstakademien i Königsberg och blev 1952 världsbekant när han uppgav att han målat de nyupptäckta gotiska målningarna i Lübecks bombskadade Mariakyrka. Vid den efterföljande rättsprocessen framkom att han på uppdrag utfört liknande målningar i andra tyska kyrkor. Han vistades i Sverige 1956–1957 och utförde ett antal dekorationsmålningar i gotisk stil bland annat på restaurang Tre Kronor i Stockholm. Hans stafflikonst består av verk som efterbildar äldre mästares verk.